# Romari

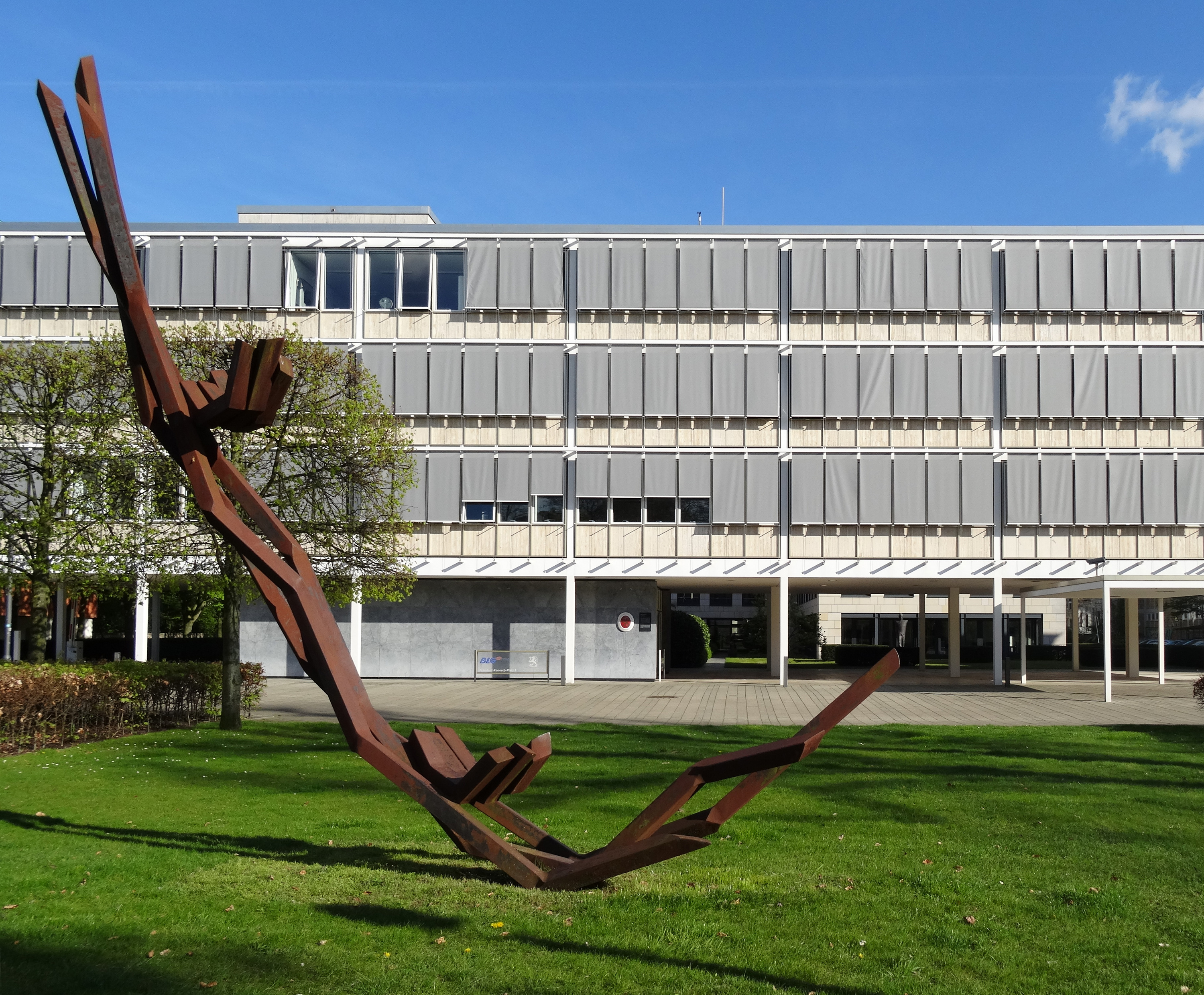
Romari

Die Skulptur Romari steht in Bremen – Mitte am Präsident-Kennedy-Platz/Contrescarpe vor dem Hauptverwaltungssitz der BLG. Sie wird in der Liste der Denkmale und Standbilder der Stadt Bremen geführt.
Die Skulptur von 1997 (1998 aufgestellt) aus massiven 100 mm – Vierkantstahl stammt vom Bildhauer Robert Schad. „Interessant ist das Verhältnis zwischen optischer Leichtigkeit und physischer Schwere“.
Schads Stahlskulpturen erinnern auch an etwas Pflanzliches; schwer und   grazil zugleich. Von ihm, so der Künstler, entstehen Gebilde „dabei nicht durch Biegen und Verbiegen, sondern aus der Addition unterschiedlich langer, gerader Teile, die verschweißt werden. Die Schweißstellen werden verschliffen, erscheinen dann organisch, gelenkartig“. Von ihm stammen u. a. noch Skulpturen in Karlsruhe, Kathmandu, Koblenz, Mannheim, Maulbronn, Moskau, Ravensburg, Regensburg, Saarbrücken und Stuttgart.